# Gastrotheca stictopleura
Gastrotheca stictopleura é uma espécie de anfíbio da família Hemiphractidae.
É endémica do Peru.
Os seus habitats naturais são: regiões subtropicais ou tropicais húmidas de alta altitude, marismas de água doce, marismas intermitentes de água doce, pastagens, jardins rurais, florestas secundárias altamente degradadas e lagoas.
Está ameaçada por perda de habitat.